# ردبنک، کوئینزلند
ردبنک (به انگلیسی: Redbank) یک منطقهٔ مسکونی در استرالیا است که در کوئینزلند واقع شده‌است.